# Solberga kyrka, Bohuslän
Solberga kyrka är en kyrkobyggnad i Solberga, Kungälvs kommun. Den tillhör Solberga församling i Göteborgs stift.

## Kyrkobyggnaden
Den första kyrkan uppfördes någon gång under 1100-talet eller 1200-talet på en gammal tingsplats. Första kyrktornet uppfördes på 1600-talet, medan det nuvarande tillkom först 1867. Det medeltida koret revs 1739-1741 och ersattes med ett tresidigt. 
År 1926 genomfördes en genomgripande restaurering och ombyggnad under ledning av Sigfrid Ericson. Då fick kyrkan sitt nuvarande utseende och eftersom den var liten, så byggde man till en korsarm åt norr och även en sakristia, som tidigare var inrymd i skranket invid predikstolen, samt satte in nya bänkar.
Byggnaden är av vitrappad gråsten och har tegel på taket. Långhuset avslutas med ett tresidigt kor. Tornet i väster har lanternin och en kort spira. Vid en restaurering 2018-2019 fick kyrkan nya trappor och i korsarmen inrättades utrymmen för församlingsarbetet.

## Takmålningar
Efter att kyrkan 1796 hade fått ett takvalv, målades det i himmelsblått med moln och över altaret en sol av Olof Hagström. Taket har aldrig målats över.

## Inventarier

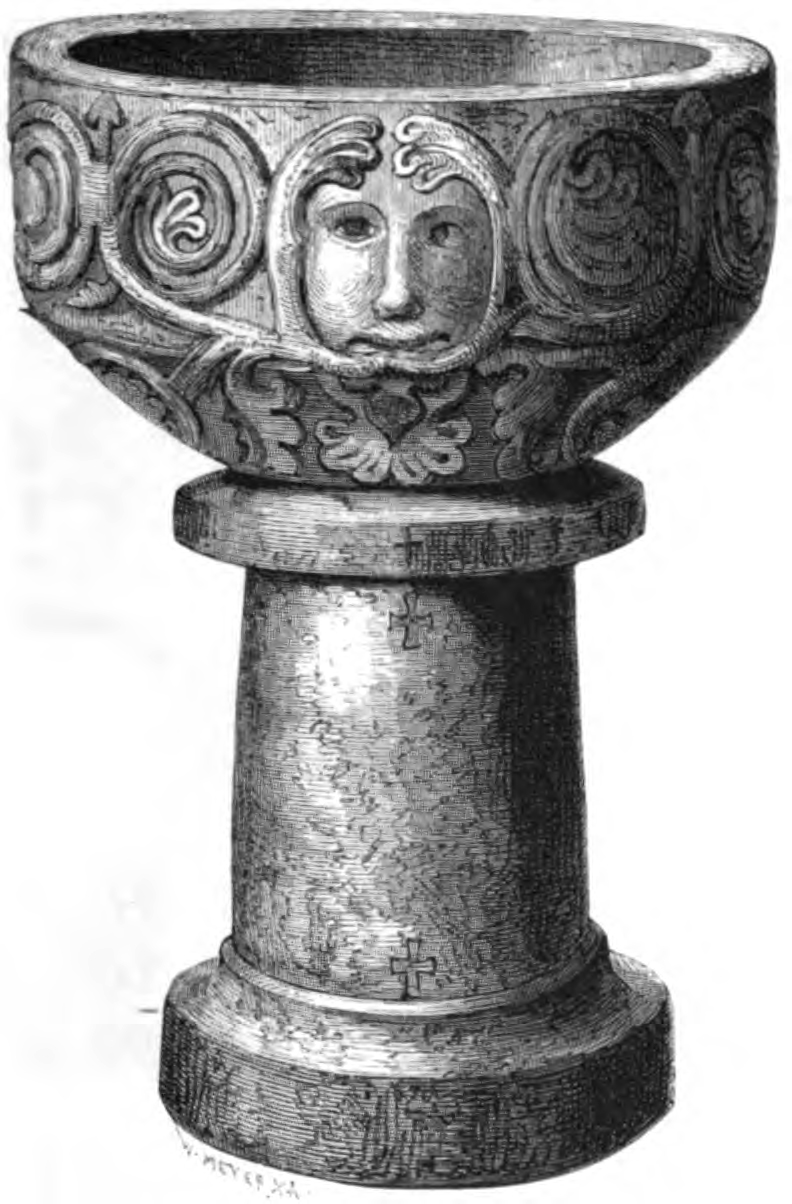
Dopfunten.

- Dopfunten i täljsten från 1200-talet består av tre delar med den totala höjden 88 cm. Kring den cylindriska cuppans övre kant löper en ornamenterad fris med bladverk och ett människoansikte. Skaftet är cylindriskt och svagt skrånande uppåt och har två kors på framsidan. Foten är rund och utan dekor. Funten har uttömningshål. Den tillskrivs dopfuntsmästaren Thorkillus.[2]
- Altaret från 1600-talet är rikt skulpterat i barockstil.
- Ett votivskepp i form av ett fullrustat krigsfartyg.
- Predikstolen från 1600-talet är femsidig.
- Bland textilierna finns en äldre röd mässhake.

### Orgel
Kyrkan har en ny orgel tillverkad 2000 av Tostareds Kyrkorgelfabrik, som dock innehåller äldre pipmaterial. Instrumentet har 22 stämmor, två manualer och pedal. Fasadpiporna är inte ljudande. Orgeln har följande disposition:
| Manual I. C-g3     | Manual II. C-g3 | Pedal C-f1 | Koppel: |
| ------------------ | --------------- | ---------- | ------- |
| Principal 16'      | Vox retusa 8'   | Subbas 16' | II/I    |
| Principal 8'       | Dubbelflöjt 8'  | Violon 8'  | II/P    |
| Gedackt 8'         | Salicional 8'   | Octava 4'  | I/P     |
| Fugara 8'          | Principal 4'    | Basun 16'  |         |
| Octava 4'          | Rörflöjt 4'     |            |         |
| Flöjt octaviant 4' | Waldflöjt 2'    |            |         |
| Qvinta 3'          | Dolcian 8'      |            |         |
| Octava 2'          | Tremulant       |            |         |
| Mixtur 3 chor      |                 |            |         |
| Cornett 4 chor     |                 |            |         |
| Trumpet 8'         |                 |            |         |